# Гі Тіс
Гі Тіс (нід. Guy Thys; 6 грудня 1922, Антверпен, Бельгія — 1 серпня 2003, там же) — колишній бельгійський футболіст, що грав на позиції нападника. Відомий, зокрема, виступами за «Беєрсхот», «Стандард», «Серкль Брюгге», а також національну збірну Бельгії. Надалі — тренер.

## Життєпис
Гі Тіс народився в сім'ї гравця футбольної збірної Бельгії Івана Тіса. Гі — вихованець футбольної школи «Беєрсхота». За дорослу команду на професійному рівні перший матч він провів 29 квітня 1940 року проти футбольного клубу «Тіллер».
В сезоні 1942-43 Гі на правах оренди грав за «Дарінг». У 50-х роках нападник виступав за «Стандард» та «Серкль Брюгге». З льєзьким клубом Гі Тіс здобув Кубок Бельгії в сезоні 1953-54.
За збірну Бельгії гравець провів всього 2 матчі в 1952 та 1953 роках. Дебютував за національну команду 6 квітня 1952-го у домашньому матчі проти Нідерландів, який закінчився перемогою господарів з рахунком 4-2.
З 1954 року Гі Тіс почав пробувати себе у ролі тренера, суміщаючи ці обов'язки з ігровою практикою спочатку в клубі «Серкль Брюгге», а в сезоні 1958-59 і в «Локерені». «Везел Спорт» став першим клубом, де Гі не суміщав тренерську роботу з грою. Далі були «Геренталс», «Беверен», «Уніон» та «Антверпен». Із «Антверпеном» Гі Тіс досяг першого реального тренерського успіху, здобувши кубок Бельгії та двічі срібло чемпіонату. Частково завдяки таким досягненням його запросили очолити збірною Бельгії у 1976-му. На цій посаді він залишався аж до 1989 року. За цей час під його керівництвом команда провела 101 гру і здобула 45 перемог. У 1990-му, через дев'ять місяців після припинення роботи у збірній, його знову було запрошено на цю посаду, для того щоб національна команда вдало виступила на Мундіалі 1990 року. Бельгія вийшла з групи на чемпіонаті, проте була вибита англійцями у наступному раунді. У 1991 Гі вдруге покинув посаду тренера збірної.
Під керівництвом Тіса Червоні Дияволи двічі грали на чемпіонатах Європи та тричі на чемпіонатах світу. На європейській першості 1980 року бельгійці дійшли до фіналу, який програли збірній ФРН 1-2. На Мундіалі 1982 Бельгія здивувала світ перемогою 1-0 у першому турі групового раунду над чемпіонами світу аргентинцями. Найуспішнішим для Тіса став чемпіонат світу 1986, де його підопічні посіли четверте місце.
Помер Гі Тіс 1 серпня 2003 року  в Антверпені після затяжної хвороби.

## Досягнення

### Гравець
«Беєрсхот»
- Чемпіонат Бельгії
  - Срібний призер: 1941–42
  - Бронзовий призер: 1943–44

 «Стандард»
- Кубок Бельгії
  - Володар: 1953–54

### Тренер
«Антверпен»
- Чемпіонат Бельгії
  - Срібний призер (2): 1973–74, 1974–75
- Кубок Бельгії
  - Фіналіст: 1974–75

 Збірна Бельгії
- Чемпіонат Європи
  - Фіналіст: 1980